# Grovkornig örnlav
Grovkornig örnlav (Ochrolechia subviridis) är en lavart som först beskrevs av Høeg, och fick sitt nu gällande namn av Erichsen. Grovkornig örnlav ingår i släktet Ochrolechia och familjen Ochrolechiaceae.  Arten är reproducerande i Sverige. Inga underarter finns listade i Catalogue of Life.
I den svenska databasen Dyntaxa används istället namnet Ochrolechia bahusiensis för samma taxon.  Arten är reproducerande i Sverige.